# Nationalversammlung (Angola)
Die Nationalversammlung (portugiesisch Assembleia Nacional) ist das Parlament im Einkammersystem von Angola. In der Verfassung des Staates stellt es neben dem Präsidenten und den Gerichten die Vertretung aller Bürger Angolas dar.

## Zusammensetzung
Die Nationalversammlung besteht aus 220 Abgeordneten, wovon 130 Abgeordnete nach dem Verhältniswahlrecht landesweit gewählt. Die restlichen Abgeordneten werden auf Listen von Provinzen gewählt. Im Parlament sind 81 weibliche Abgeordnete vertreten, was einem Frauenanteil von 36,82 % entspricht. Kandidaten um einen Sitz in der Nationalversammlung müssen mindestens 35 Jahre alt und im Besitz der angolanischen Staatsbürgerschaft sein. Ausgenommen von einer Kandidatur sind Mitglieder der Regierung, Richter und Mitglieder des Militärs, den Forças Armadas Angolanas. Da es in diesem Parlament von Anfang an und bis heute eine absolute Mehrheit des MPLA, das auch den Staatspräsidenten stellt, ordnet es sich in die Kategorie „dominant party system“ ein.

## Wahlen
Seit dem Übergang Angolas von der Volksrepublik zur Mehrparteiendemokratie, im Jahre 1991, hat es Parlamentswahlen in den Jahren 1992, 2008, 2012 und 2017 gegeben. Zwischen 1992 und 2002 machte der Bürgerkrieg in Angola Wahlen unmöglich. Erst mit den letzten Parlamentswahlen 2012 zeichnet sich ein normales Funktionieren des Parlaments ab – allerdings innerhalb der Grenzen der 2010 beschlossenen Verfassung, die in extremem Maße präsidentialistisch ausgerichtet ist. Hierbei zogen 5 verschiedene Parteien in die Nationalversammlung ein.

### Wahlen 2012
| Partei                                           | Stimmen   | Stimmanteil | Sitze | ± zu 2018 |
| ------------------------------------------------ | --------- | ----------- | ----- | --------- |
| MPLA                                             | 4.135.503 | 71,84       | 175   | −16       |
| UNITA                                            | 1.074.565 | 18,66       | 32    | +16       |
| CASA-CE                                          | 345.589   | 6,00        | 8     | Neu       |
| PRS                                              | 98.233    | 1,70        | 3     | −5        |
| FNLA                                             | 65.163    | 1,13        | 2     | −1        |
| ND-UE                                            | 13.337    | 0,23        | 0     | −2        |
| Partido Popular para o Desenvolvimento           | 8.710     | 0,15        | 0     | –         |
| Frente Unida para Mudanças de Angola             | 8.260     | 0,14        | 0     | –         |
| Conselho Político da Oposição                    | 6.644     | 0,11        | 0     | –         |
| ungültige/leer abgegebene Stimmen                | 368.665   | –           | –     | –         |
| Total                                            | 6.124.669 | 100         | 220   | 0         |
| eingetragene Wähler                              | 9.757.671 | 62,77       | –     | –         |
| Quelle: angolanische Comissão Nacional Eleitoral |           |             |       |           |

### Wahlen 2008
| Partei                                                            | Stimmenanzahl | % der Stimmen | Cadeiras | +/- |
| ----------------------------------------------------------------- | ------------- | ------------- | -------- | --- |
| Movimento Popular de Libertação de Angola (MPLA)                  | 4.414.738     | 81,64         | 191      | +62 |
| União Nacional para a Independência Total de Angola (UNITA)       | 559.972       | 10,39         | 16       | −54 |
| Partido de Renovação Social                                       | 172.298       | 3,17          | 8        | +2  |
| Nova Democracia - União Eleitoral                                 | 64.624        | 1,20          | 2        | +2  |
| Nacional de Libertação de Angola                                  | 60.335        | 1,11          | 3        | −2  |
| Partido Democrático para Progreso – Aliança Nacional Angolano     | 27.552        | 0,51          | —        | −1  |
| Partido Liberal Democrático                                       | 17.880        | 0,33          | —        | −3  |
| Angola Democrática – Coligação (AD-Coligação)                     | 15.839        | 0,29          | —        | −1  |
| Partido de Apoio Democrático e Progresso de Angola                | 14.115        | 0,27          | —        | 0   |
| Frente para a Democracia                                          | 14.037        | 0,27          | —        | 0   |
| Partido da Aliança da Juventude, Operários e Campesinos de Angola | 12.681        | 0,24          | —        | −1  |
| Partido Renovador Democrático                                     | 11.599        | 0,22          | —        | −1  |
| Plataforma Política Eleitoral                                     | 9.840         | 0,19          | —        | 0   |
| Fórum Fraternal Angolano Coligação                                | 9.468         | 0,17          | —        | 0   |
| Gültige Stimmen                                                   | 6.450.407     | 89,42         |          |     |
| Ungültige Stimmen                                                 | 762.874       | 10,58         |          |     |
| Total: (Wahlbeteiligung 87,36 %)                                  | 7.213.281     | 100,00        | 220      |     |
| Quellen: CNE, CNE, BBC                                            |               |               |          |     |

## Parlamentspräsidenten
| Nr. | Name                                | Partei | Amtszeit  |
| --- | ----------------------------------- | ------ | --------- |
| 1   | José Eduardo dos Santos             | MPLA   | 1980–1992 |
| 2   | Roberto Victor de Almeida           | MPLA   | 1992–2008 |
| 3   | Fernando da Piedade Dias dos Santos | MPLA   | 2008–2010 |
| 4   | Paulo Kassoma                       | MPLA   | 2010–2012 |
| 4   | Fernando da Piedade Dias dos Santos | MPLA   | 2012–     |

## Parlamentsgebäude in Luanda

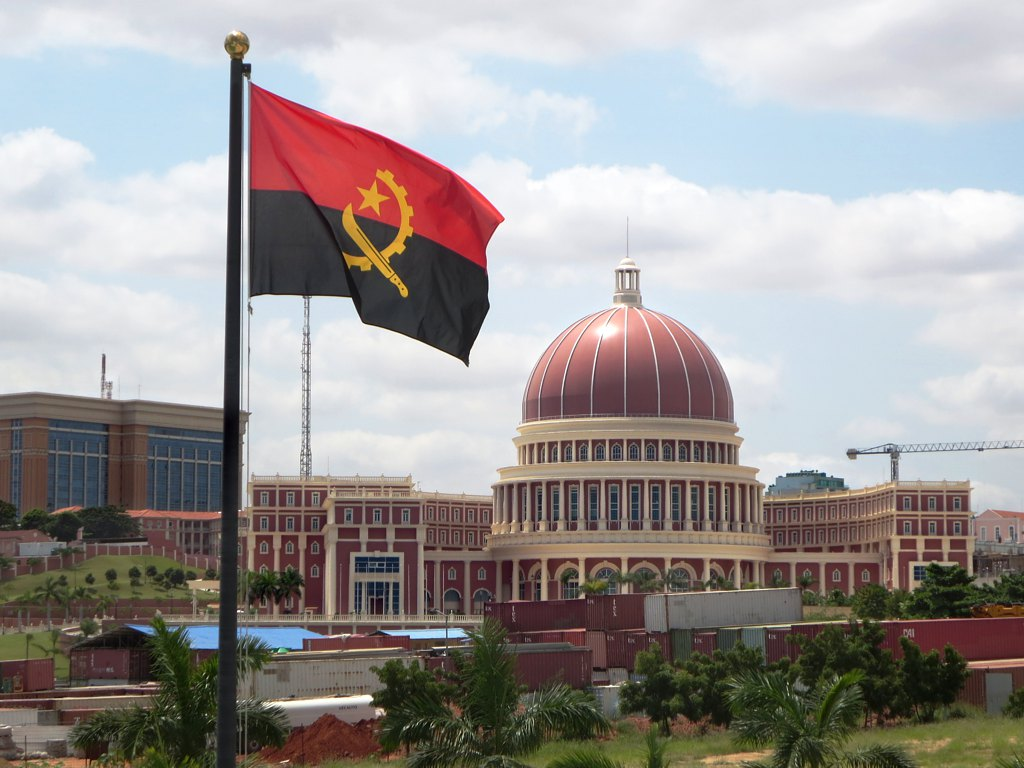
Nationalversammlung von Angola (2015)

Das neue Parlamentsgebäude in Luanda wurde von den portugiesischen Baufirmen Acail Angola und Teixeira Duarte Engenharia errichtet.
Der 65.000 m² große Komplex wurde zwischen Mai 2010 und 2014 gebaut und kostete 274,3 Millionen Euro. Es besteht aus einem runden Zentralgebäude mit Kuppeldach, in dem sich der Plenarsaal und die Aula befinden. Das Gebäude verfügt über sechs Etagen, davon zwei unterirdisch, in denen Parkplätze und technische Ausrüstungen untergebracht sind. In den siebenstöckigen Randgebäuden befinden sich die Büros des Parlamentspräsidenten, des Verwaltungsrats, der parlamentarischen Gruppen und Sekretariate, Pressesäle, Mehrzweckräume und Restaurants.